# 日産・IM01
IM01は、フォーミュラEの2018‐2019年シリーズのために日産自動車が設計した電動フォーミュラカーである。

## 寸法
- 全長: 5,160 mm (203 in) (最大)
- 全幅: 1,770 mm (70 in) (最大)
- 全高: 1,050 mm (41 in) (最大)
- 全重量 (運転者含む): 900 kg (1,984 lb) (最小) // 蓄電池単体では385 kg (849 lb)

## 出力
- 最大出力 (制限される): 250 kW (335 hp), トルクは約230 N⋅m (170 ft⋅lbf) (推測値)[1]
- レースモード (出力を節約): 200 kW (268 hp)

## 性能
- 加速: 0–100 km/h (0–62 mph) 2.8秒 - 推測値
- 最大速度: 280 km/h (174 mph) (FIA による制限)

最終的な性能は現時点において尚、暫定的である